# 24 ساعة حب (فلم)
24 ساعة حب هو فيلم مصري عرض عام 1974، بطولة سهير رمزي وحسن يوسف وعادل إمام وزيزي البدراوي وسمير غانم ولبلبة، ومن إخراج أحمد فؤاد، يحكي الفيلم عن الحب والزواج في إطار كوميدي.

## قصة الفيلم
يدور الفيلم حول سمير، أحمد وشريف الضباط بالبحرية الذين يعودون إلى بيوتهم وزوجاتهم في إجازة لمدة 24 ساعة فقط بعد غياب 6 أشهر في البحر وبدلاً من أن يجدوا الحب والترحاب بعد طول الغياب تقابلهم زوجاتهم ببرود كامل وعواطف متلبدة، بسبب شك الزوجات في صدق أحاسيس الأزواج وحبهم طوال مدة السفر، ومن خلال عدة مفارقات كوميدية يتضح للزوجات خطأ اعتقادهم ويتم الصلح والعفو وعندئذٍ يقرر ربان السفينة منح الأزواج إجازة جديدة مدتها 24 ساعة.

## طاقم التمثيل
- سهير رمزي: (منى)
- حسن يوسف: (شريف)
- عادل إمام: (أحمد)
- زيزي البدراوي: (ليلى)
- سمير غانم: (سمير)
- لبلبة: (أميرة)
- سيد زيان: (المأذون)
- محيي إسماعيل: (الجار العازب)
- عزيزة حلمي: (والدة شريف)
- نبيلة السيد: (والدة أميرة)
- مظهر أبو النجا: (حمدي)
- أسامة عباس: (المخرج)
- محمد رضا: (سائق النقل)
- حسن حامد: (بنفسه)
- عبد العظيم شعلان: (عبده البواب)
- هندام محمد: (عطيات)
- هانم محمد: (زوجة سائق النقل)
- خديجة محمود: (الخادمة)
- حسني عبد الجليل: (اللبيس)
- فادية عكاشة: (فتاة الطريق)
- أنجيل آرام: (أحلام)
- منى عبد الله
- فريال إبراهيم

## فريق العمل
- إخراج: أحمد فؤاد
- تأليف: فاروق سعيد
- مدير التصوير: عادل عبد العظيم
- مونتاج: عبد العزيز فخري
- موسيقى تصويرية: علي إسماعيل
- إنتاج: أفلام المصري (إبراهيم عز الدين عزقلاني)
- توزيع: أفلام المصري (إبراهيم عز الدين عزقلاني)